# Цинь Бянь, Елизавета
Елизавета Цинь Бянь (кит. 婦秦邊 麗莎; 1846, провинция Хэбэй, Китай — 19 июля 1900, провинция Хэбэй, Китай) — святая Римско-Католической Церкви, мученица.

## Биография
После смерти мужа у Елизаветы Цинь Бянь осталось 6 детей, четверо из которых впоследствии стали мучениками. Во время ихэтуаньского восстания («боксёрского восстания») в 1899—1900 гг. в северном Китае жестоко преследовались христиане. Елизавета Цинь Бянь вместе с семьёй из-за угроз преследования была вынуждена бежать в Люцюнь. Там один богатый чиновник предложил Елизавете Цинь Бянь помощь в укрытии её семьи от преследований боксёров; взамен он поставил условие Елизавете, чтобы её сын  Симон Цинь Чуньфу женился на его единственной дочери. Симон Цинь Чуньфу отказался и тогда чиновник выдал боксёрам место укрытия семьи Елизаветы. Повстанцы схватили Симона Цинь Чуньфу и его братьев Симона Цинь и Павла Цинь Баолу. От Елизаветы Цинь Бянь боксёры потребовали, чтобы она отказалась от христианства. Елизавета осталась верна своей вере и приняла мученическую смерть от рук повстанцев 19.07.1900 года.
Елизавета Цинь Бянь была беатифицирована 17 апреля 1955 года римским папой Пием XII вместе с французским миссионером Леоном Мангеном и канонизирована 1 октября 2000 года римским папой Иоанном Павлом II вместе с группой 120 китайских мучеников.
День памяти в католической церкви — 9 июля.